# Dřevomorka domácí
Dřevomorka domácí (Serpula lacrymans (Wulfen) P. Karst., 1885) je dřevokazná houba z čeledi dřevomorkovitých, řádu hřibotvarých.

## Vzhled
Plodnice je plochá, korovitá, rozlitá, velmi proměnlivého tvaru a velikosti (většinou o průměru 5–50 cm). Nejprve je polštářovitá, její okraj je bílý až nažloutlý, plstnatý, vnitřek hnědavě žlutý. Plošně pokrývá dřevo, ze kterého je možné ji odloupnout. Povrch plodnice vylučuje vodnaté nebo mléčné kapky. Nepravidelné póry jsou nejprve žlutooranžové, poté červenohnědé až hnědé, výtrusný prach je žlutohnědý. Dřevomorka vydává houbovou (hřibovou) vůni. Podhoubí je vatovité, dlouhé až několik metrů (táhne se za zdrojem vody). Prorůstá dřevem, které postupně zcela rozkládá (hnědá hniloba způsobující kostkovitý rozpad).

## Výskyt
Dřevomorka domácí se vyskytuje téměř výhradně na zpracovaném dřevě listnáčů i jehličnanů, ve volné přírodě jen velmi vzácně. Napadá zpravidla dřevěné části staveb, tedy trámy, podlahy, dřevěné stěny, dveře, nábytek. Podhoubí může prorůstat zdmi (skulinami v cihlách nebo nekvalitní maltou). Vyžaduje vlhké prostředí, ideálně sklepy, dlouho nevětrané prostory, krovy se zatékáním dešťové vody a podobně. Vyskytuje se celoročně.

## Galerie

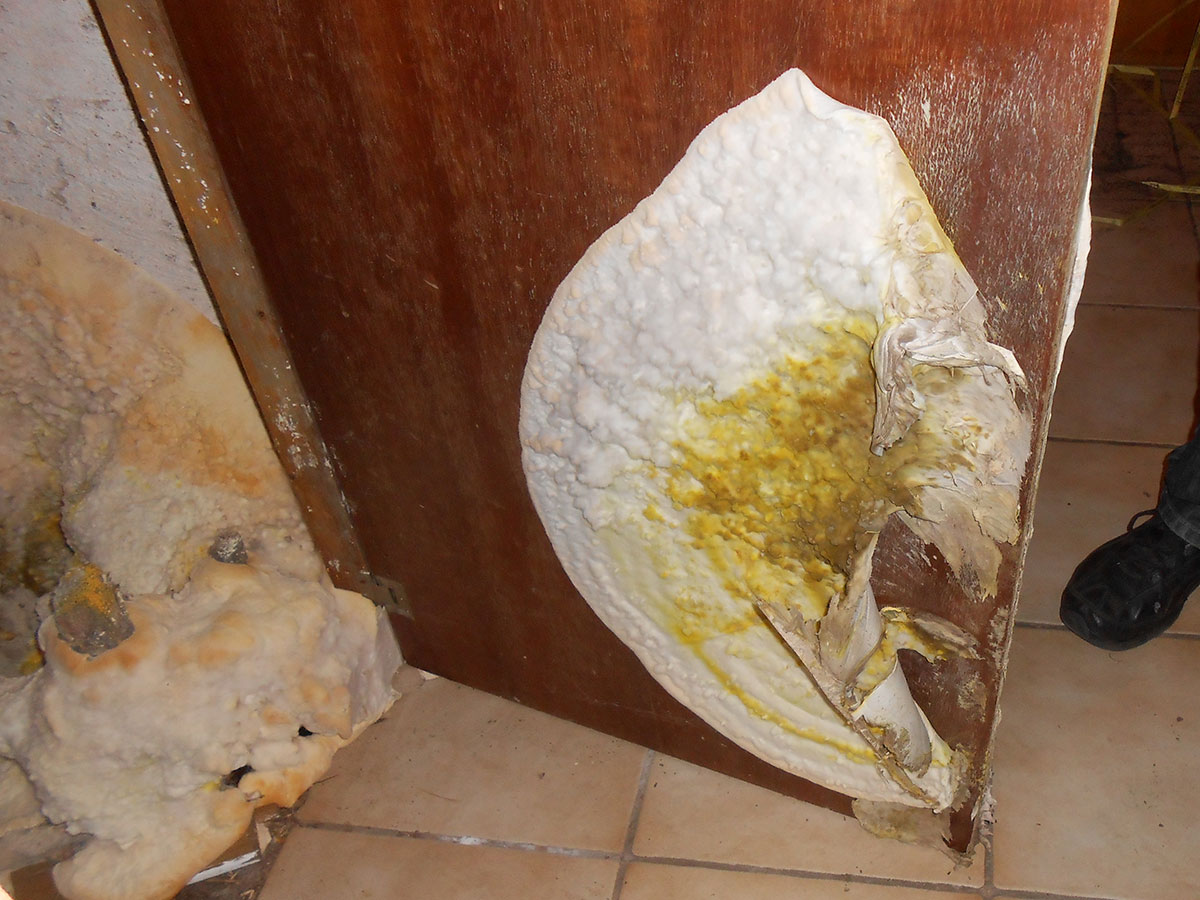
Dřevěné dveře napadené dřevomorkou
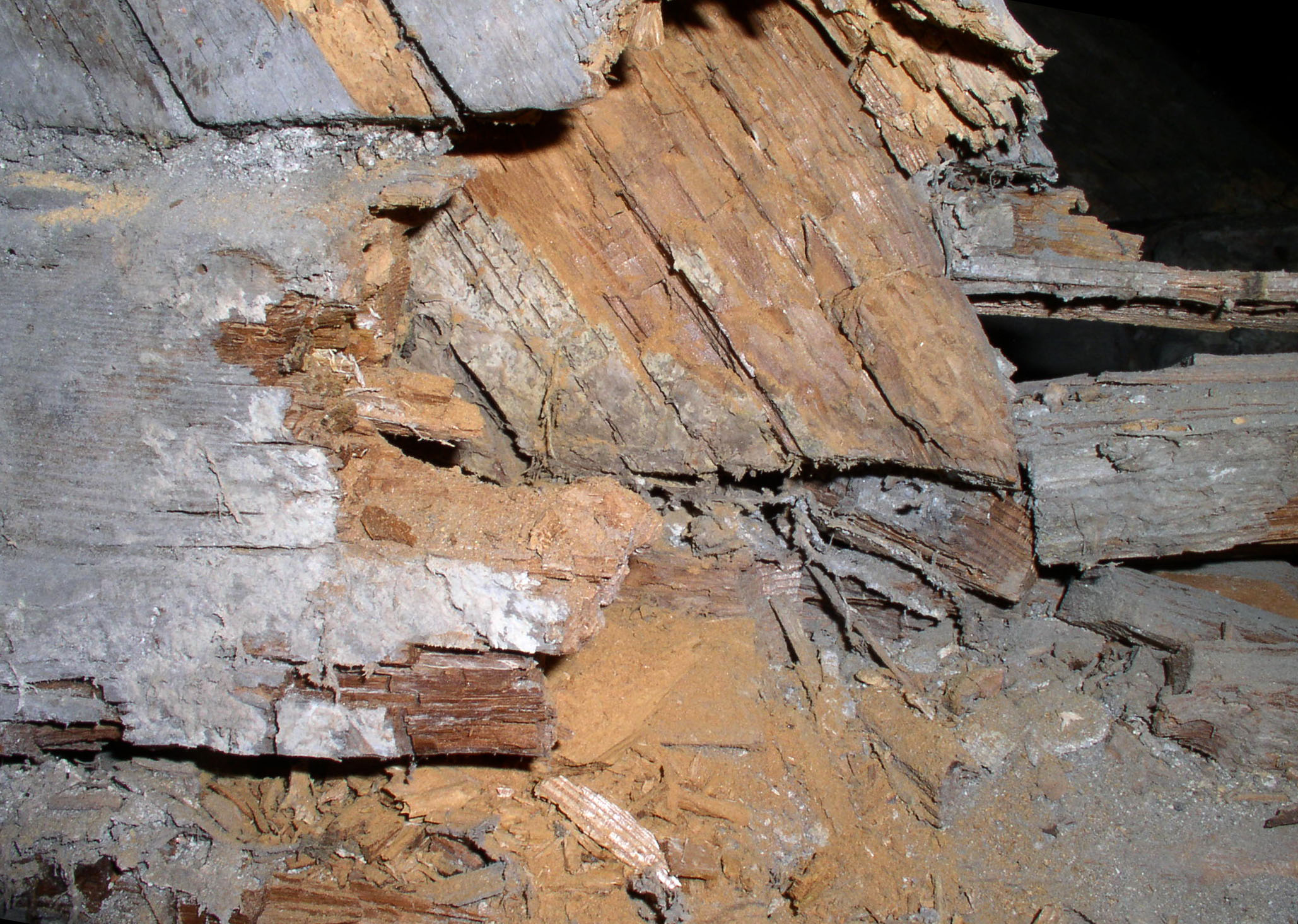
Hnědá hniloba dřeva